# Хайп брос
Хайп брос е отбор, участващ в NXT, включващ Зак Райдър и Моджо Роули.

## История

### WWE

#### NXT (от 2015 г.)
През юни 2015, Зак Райдър дебютира в NXT, и сформира отбор с Моджо Роули, наричайки се Хайп брос. Хайп брос победиха Илайъс Самсън и Майк Ралис на 21 май на телевизионни записи за NXT, три седмици по-късно, дуото официално се зачетоха като отбор, победиха отбора на Анджело Доукинс и Сойър Фултон на 18 юни на телевизионни записи. След дълго-месечна вражда с подобни на Даш Уайлдър и Скот Доусън, Чад Гейбъл и Джейсън Джордан, заедно с няколко победи над отборите, Хайп брос партнираха на Ензо Аморе и Колин Касиди и победиха Чад Гейбъл, Джейсън Джордан, Даш Уайлдър и Скот Доусън в отборен мач с 8 души на Завземане: Бруклин.
На 16 октомври на NXT, Хайп брос участваха в мач за Отборните титли на NXT до загуба. На 22 октомври на NXT, Моджо и Райдър участва в кралска битка с 26-има за определяне на главен претендент за Титлата на NXT. Моджо и Райдър не успяха да спечелят, но беше един от последните няколко участника в мача. На 11 ноември в епизод на NXT, Хайп брос партнираха на Бейли по време на двуполов отборен мач срещу Блейк и Мърфи и Алекса Блис, където те спечелиха, след като Бейли атакува Мърфи.
На 10 февруари 2016, в епизод на NXT, Хайп брос победиха Кори Холис и Джон Скайлър в отборен мач.

## В кеча
- Отборни финални ходове
  - Hype Ryder (Rough Ryder (Райдър) / Spinebuster (Роули) комбинация)
- Финални ходове на Райдър
  - Elbro Drop (Diving elbow drop)
  - Rough Ryder (Jumping leg lariat)
- Финални ходове на Роули
  - Hyper Drive (Running seated senton)
- Входни песни
  - Stay Hype, Bro на CFO$[4] (NXT; 19 август 2015 – )

## Шампионски титли и отличия
- WWE
  - Интерконтинентален шампион на WWE (1 път) – Райдър